# Риба-качечка товсторила
Риба-качечка товсторила або Риба-присосок товсторила (Lepadogaster candolii) — риба родини Присоскоперові (Gobiesocidae). Один з 4-х видів роду; один з 2-х видів роду у фауні України.

## Морфологічні ознаки
Тіло довгасте, помірної висоти, спереду розширене, позаду стиснене з боків. Голова довга, рило широке, не сильно приплюснуте зверху, ледь звужується до переднього краю. Передні носові отвори витягнуті у вигляді коротких трубочок, задні носові отвори з короткими трубочками. Рот за формою на зразок качиного дзьоба. Зуби на щелепах дрібні, спереду у вигляді пучка, з боків більші, в один ряд. Найбільша довжина тіла до 10 см. Забарвлення тіла червоне, з численними овальними світлими плямками, плавці кармінові, з округлими світлими плямами, у деяких (імовірно, самок) по боках голови позаду від очей по одній чарунковій темній плямі. Режим збереження популяцій та заходи з охорони - не здійснювалися.

## Ареал виду
Поширений у східній Атлантиці від Британії до Канар, включно західну частину Середземного моря і Чорне море.
В Україні відзначена у Чорному морі, зокрема біля берегів Кримського п-ва та в пн.-зх. його частині (о. Зміїний).

## Особливості біології
Риба морська, прибережна. Веде донний спосіб життя. Живе на ділянках з солоністю води 16–19‰, не поширюючись в опріснені частини. Тримається дуже близько до берега, майже до урізу води, часто у смузі прибою, зазвичай на кам’янистих ґрунтах. Не уникає глибоких ділянок. В основному перебуває під камінням, особливо вдень, прикріпившися до дна черевним присоском. Активніша у сутінках. Відомі її скупчення біля Кара-Дага у травні–червні, менше у липні. Плідники завдовжки 5–8 см. Плодючість становить близько 300 шт. ікринок. Нерестовища знаходяться поблизу берега, майже до урізу води, на кам’янистих розсипах, на глибині 0,4–1,5 м. За нерестовий субстрат служить вільна гладка поверхня каменю у гнізді, що побудоване і охороняється самцем. Нерест у травні–червні при температурі води 17–19°С. Ікра відкладається порційно, суцільним шаром на стелю гнізда, де запліднюється самцем. У гніздах кладки складаються із 2–3 частин кладок на різних стадіях розвитку, від різних самиць; у кожній частині по 150–200 ікринок. Личинки живляться мікроскопічними безхребетними. Дорослі особини — донними дрібними ракоподібними і черв’яками. Періодично відбувається линька риб: заміна старої шкіри новою.

## Ресурси Інтернету
- Froese R., Pauly D. (eds.) (2013). Lepadogaster candolii на FishBase. Версія за January 2013 року.
- Farbbild (Weibchen):
- Merkmale nach Briggs (1955):
- Erforschungsgeschichte, Synonymie:
- Verhalten:
- Eiablage: [недоступне посилання з липня 2019]
- Larven-Verhalten: [недоступне посилання з липня 2019]
- Nahrungsaufnahme: – auch über L. candolii[недоступне посилання з вересня 2019]
- Червона книга України